# Арриги, Лучана
Луча́на Арри́ги (итал. Luciana Arrighi; 1940, Рио-де-Жанейро, Бразилия) — британская художница-постановщица. Лауреатка премии «Оскар» (1993) в номинации «Лучшая работа художника-постановщика» за фильм «Говардс-Энд» (1992).

## Биография
Лучана Арриги родилась в 1940 году в Рио-де-Жанейро (Бразилия) в семье итальянского дипломата, Графа Эрнесто Арриги, и австралийской фотомодели, бывшей showgirl, Элинор «Нелли» Арриги (в девичестве Кокс). Первое дипломатическое задание Эрнесто после Второй Мировой войны было в Австралии. Лучана поехала туда с матерью и сестрой раньше отца, который скоропостижно скончался, не успев приехать к ним. В итоге, Нелли Арриги решила остаться жить со своими двумя дочерьми на своей исторической родине в Австралии, где Лучана и выросла, а позже окончила National Art School. Позже Арриги переехала в Великобританию, где работала на BBC. Она была замечена ныне покойным Кеном Расселлом, который пригласил её поработать с ним на съёмках его ранних фильмов.
Начиная с 1965 года, Лучана выступила художницей-постановщицей и художницей по костюмам более чем сорока фильмов и телесериалов. В 1993 году Арриги была удостоена «Оскара» в номинации «Лучшая работа художника-постановщика» за фильм «Говардс-Энд» (1992) и ещё дважды была на него номинирована (1994, 2000).
Луана замужем и имеет двоих взрослых детей. Живёт на два дома — в Лондоне и Франции. Проиллюстрировала шесть вышедших детских книг.